# Carnival Miracle
Carnival Miracle è una nave da crociera della Carnival Cruise Lines, ultima costruita della Spirit Class. Registrata a Panama, come le sue gemelle è una nave Panamax, cioè una nave che, per le sue dimensioni, può transitare attraverso il canale di Panama.

## Porto di armamento
- Port Everglades (Fort Lauderdale), Florida fino al 2 aprile 2012
- New York, New York, dal 2 aprile 2012 a marzo 2013

## Navi gemelle
- Carnival Spirit
- Carnival Pride
- Carnival Legend
- Costa Atlantica
- Costa Mediterranea